# Dopravní obsluha

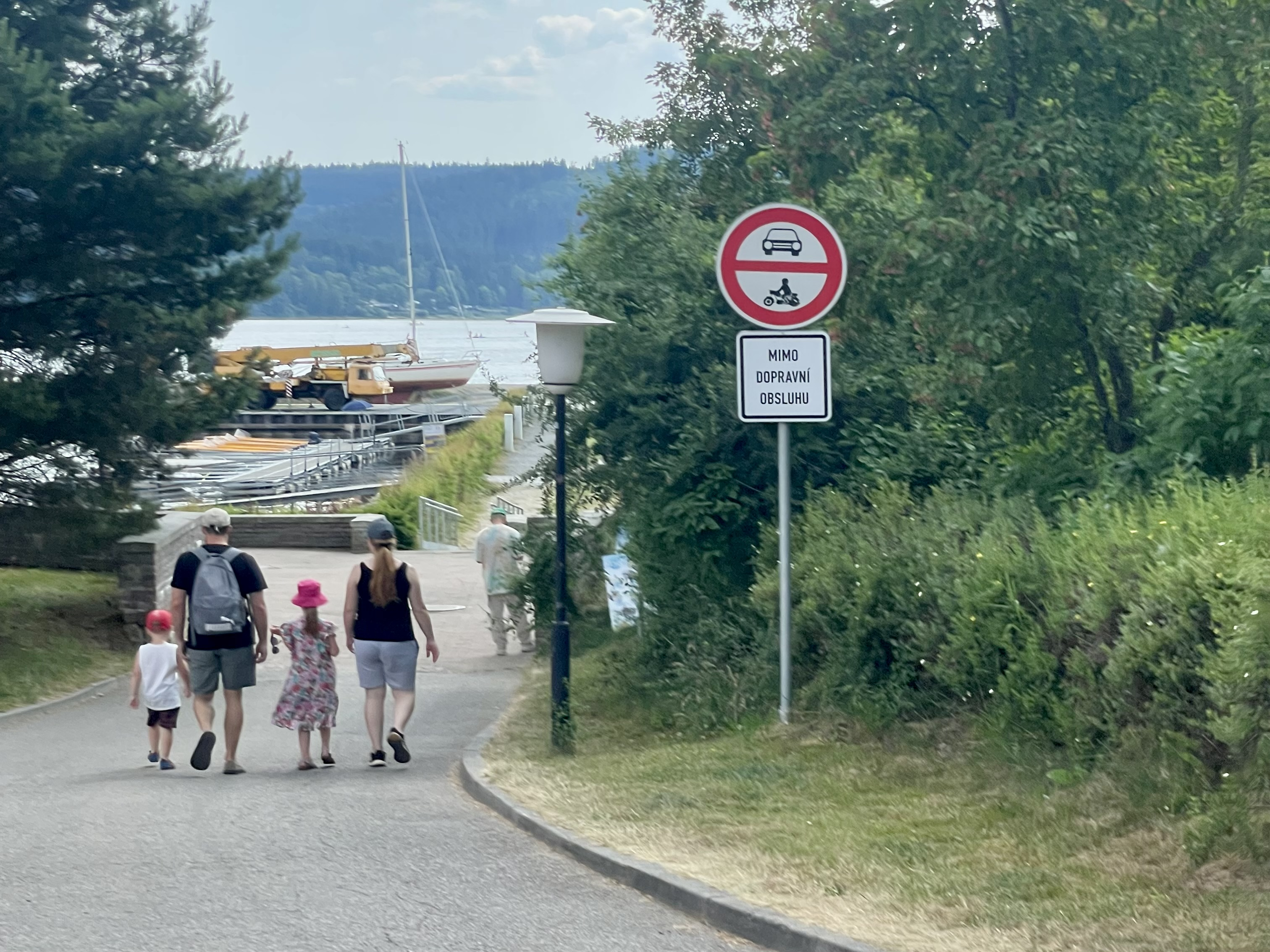
Zákaz vjezdu motorových vozidel mimo dopravní obsluhu v Lipně nad Vltavou

Dopravní obsluha jsou v české terminologii silničního provozu vozidla zajišťující zásobování nebo lékařské, opravárenské, údržbářské, komunální a podobné služby pro oblast za dopravní značkou, která tento termín používá, speciálně označená vozidla přepravující osobu těžce postiženou nebo těžce pohybově postiženou, vozidla taxislužby a vozidla, jejichž řidiči, popřípadě provozovatelé či přepravované osoby mají v místech za značkou bydliště, ubytování, sídlo nebo nemovitost.

## Definice

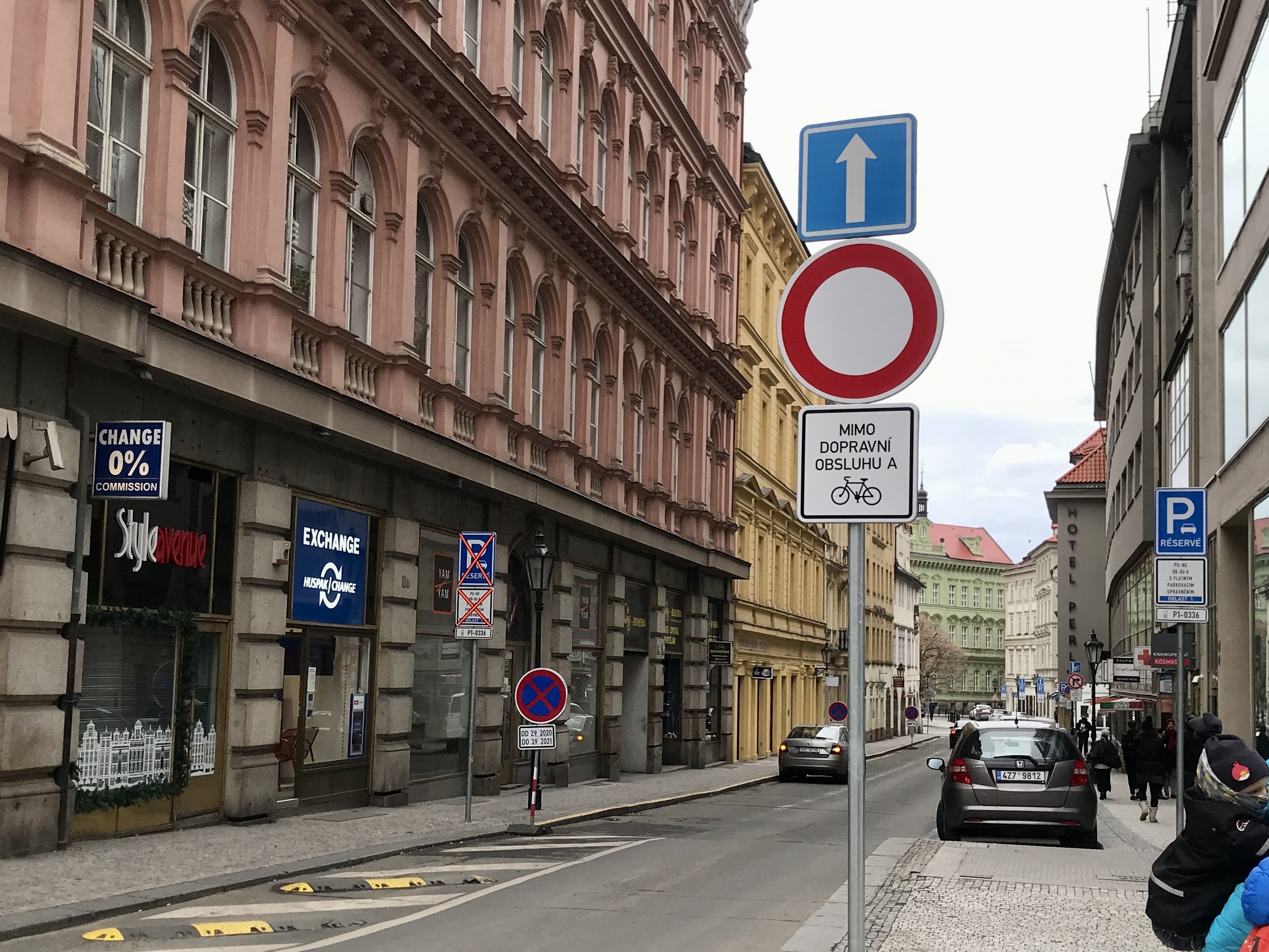
Zákaz vjezdu všech vozidel s výjimkou jízdních kol a dopravní obsluhy v Perlové ulici v centru Prahy

Definice dopravní obsluhy je obsažena v prováděcí vyhlášce k zákonu o pravidlech provozu na pozemních komunikacích, a to v popisu významu a použití textové dodatkové tabulky E 13. Dodatková tabulka č. E 13 s nápisem „JEN DOPRAVNÍ OBSLUHA“ omezuje platnost značky, pod kterou je umístěna, jen na uvedená vozidla. Naopak je-li pod značkou umístěna dodatková tabulka s textem „MIMO DOPRAVNÍ OBSLUHU příp. OBSLUHY“ (sic!), značka pro tato vozidla neplatí.
Formulace na dodatkové tabulce může být i jiná, např. pod značkou zákazu vjezdu se běžně používá i text „DOPRAVNÍ OBSLUZE VJEZD POVOLEN“.

Definice zásobování v témž ustanovení je podobná, ale užší. Také zahrnuje vozidla zajišťující zásobování nebo lékařské, opravárenské, údržbářské, komunální a podobné služby pro oblast za značkou a speciálně označená vozidla přepravující osobu těžce postiženou nebo těžce pohybově postiženou, ale už nezahrnuje vozidla taxislužby a vozidla, jejichž řidiči, popřípadě provozovatelé mají v místech za značkou bydliště, ubytování, sídlo nebo nemovitost.

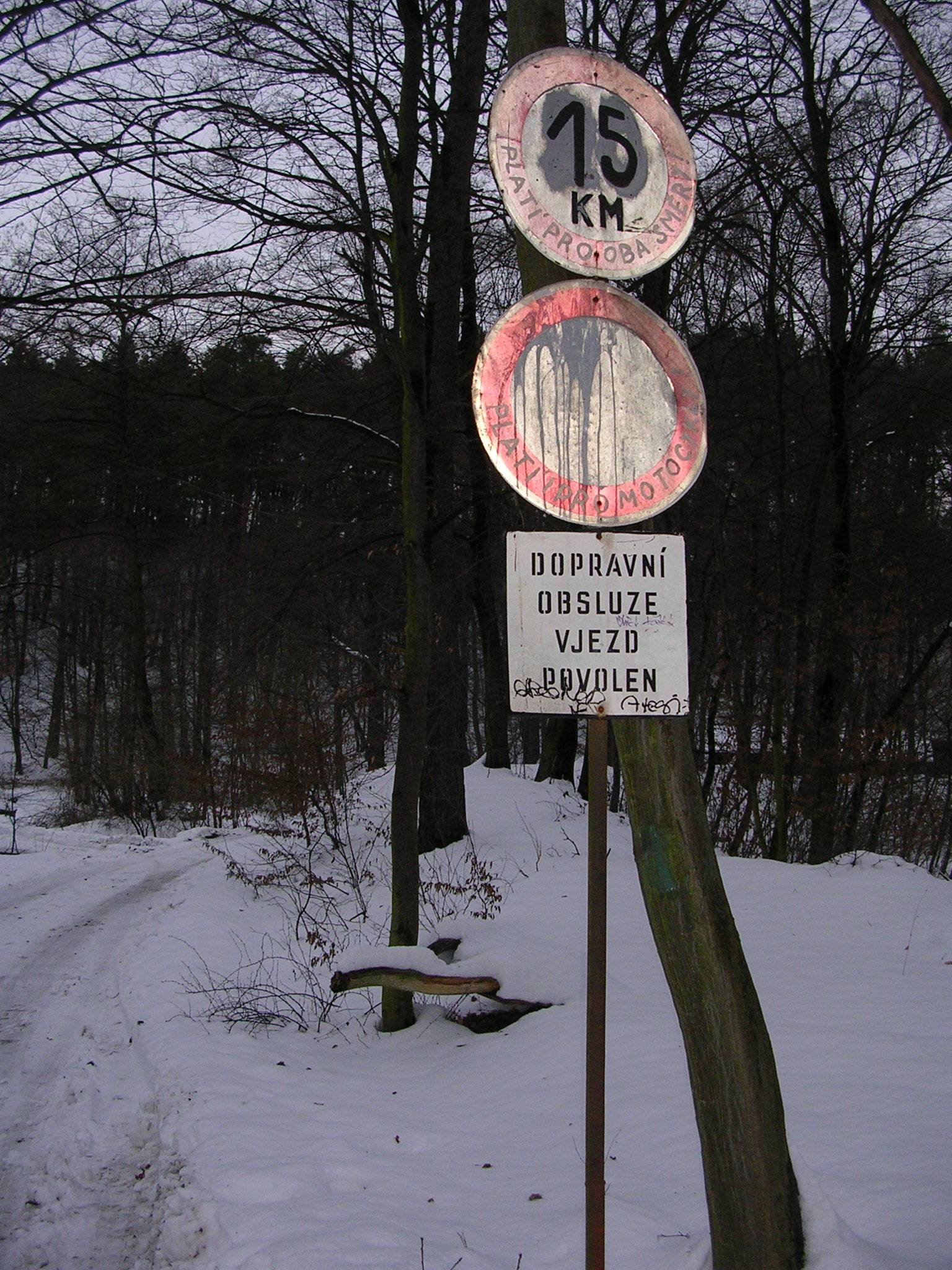
Dopravní značky v Kozojedech u potoka Šembery

Výčet je zčásti uzavřený, resp. je otevřená jedna z jeho dílčích položek („a podobné služby“). Byť je zde prostor pro výklad definujících pojmů, za dopravní obsluhu se například spíše nepovažují soukromá vozidla žáků či studentů škol ani zaměstnanců podniků, které mají za značkou sídlo nebo pracoviště, vozidla návštěvníků místních obyvatel, ale ani vozidla použitá místními obyvateli, pokud nejsou sami řidiči ani provozovateli těchto vozidel a přitom nejde ani o vozidla taxislužby.
S nahrazením prováděcí vyhlášky 30/2001 Sb. novou prováděcí vyhláškou č. 294/2015 Sb. došlo s účinností od 1. 1. 2016 k drobné změně definice. Dřívější výčet „bydliště, sídlo nebo garáž“ byl nahrazen výčtem „bydliště, ubytování, sídlo nebo nemovitost“.

## Slovensko
Obdobný pojem existuje i ve slovenské legislativě; až do května 2013 byla tamější definice stále shodná jako tehdejší česká definice. Na Slovensku došlo novelou č. 128/2013 Z. z. s účinností od 1. 6. 2013 ke změně vyhlášky č. 9/2009 Z. z., kterou za slovo „zásobovanie“ bylo doplněno v závorce vysvětlení „(nakládku alebo vykládku tovaru)“, a k výčtu „bydlisko, sídlo alebo garáž“ bylo přidáno slovo „prevádzku“. Dosud nečleněný seznam byl rozdělen na body a) až e), nový bod e) zní: „vozidlá, ktorých jazda alebo preprava za značkou je vykonávaná z dôvodu opravy, servisu, technickej kontroly, emisnej kontroly alebo kontroly originality predmetného vozidla“.